# Broche do Quadro de Honra
O Broche do Quadro de Honra (em alemão:  Ehrenblattspange) foi uma condecoração da Alemanha Nazista durante a Segunda Guerra Mundial. Havia versões diferentes para o Exército (Heer), Força Aérea (Luftwaffe) e Marinha (Kriegsmarine).

## História
O Quadro de Honra do Exército Alemão (em alemão:  Ehrenblatt des Deutschen Heeres) foi emitido pela primeira vez em julho de 1941 após a invasão alemã da União Soviética. O quadro registrava os nomes de soldados que se distinguiram em combate de maneira excepcional, e foi publicado no Diário de Ordenanças do Exército (em alemão:  Heeres-Verordnungsblatt). Até 30 de janeiro de 1944 era apenas um prêmio de papel. Nesta data, Adolf Hitler introduziu uma condecoração física para ser usada em uniforme por aqueles que apareceram no Quadro de Honra.
Um Quadro de Honra semelhante da Marinha Alemã (em alemão:  Ehrentafel der Deutschen Kriegsmarine) foi instituído em fevereiro de 1943, com uma condecoração vestível introduzida em maio de 1944.
O Broche do Quadro de Honra da Força Aérea Alemã (em alemão:  Ehrenblatt der Deutschen Luftwaffe) foi instituído em 5 de julho de 1944, com a condecoração introduzida ao mesmo tempo. Membros da Força Aérea que já haviam recebido o Troféu de Honra da Luftwaffe receberam automaticamente o Broche do Quadro de Honra da Luftwaffe.
Para todas as três forças, para se qualificar para o Broche do Quadro de Honra, o agraciado deve ter:
- já recebido a Cruz de Ferro tanto na primeira quanto na segunda classes;
- mais uma vez (depois de ser condecorado com a Cruz de Ferro em ambas as classes) distinguir-se em combate; e
- for incluído no Quadro de Honra do Exército Alemão.

Os prêmios ficavam a critério do Alto Comando Alemão e eram concedidos com moderação para manter um alto nível de prestígio. Um total de 4.556 foram concedidos a membros do exército e Waffen-SS. A Waffen-SS não fazia parte legalmente do Exército Alemão, mas era elegível nas mesmas condições que o exército.

## Descrição
O broche do Quadro de Honra do Exército era feito de metal dourado. A condecoração continha uma coroa de 24,5mm de diâmetro, formada por seis cachos de folhas de carvalho de cada lado. A largura da coroa era 5mm no ponto mais largo e afilado para o ápice onde duas folhas de carvalho se encontram ponta a ponta. A altura do emblema da base até a ponta era 26mm. A suástica foi sobreposta à guirlanda feita separadamente e soldada no conjunto da guirlanda.
Das outras versões, o broche da Marinha continha uma suástica sobreposta a uma âncora, com o broche da Força Aérea mostrando a águia da Luftwaffe, ambos os tipos exibidos dentro de uma coroa circular de carvalho de metal dourado.
O verso de todas as versões tinha quatro pinos para fixação para permitir a fixação em uma tira de fita da Cruz de Ferro de segunda classe. Esta fita foi então enrolada no segundo buraco do botão na túnica do agraciado. A condecoração não era usada na fita da Cruz de Ferro quando a própria cruz era usada.
Os prêmios da era nazista foram inicialmente banidos pela República Federal da Alemanha do pós-guerra. Em 1957, muitas condecorações militares da Segunda Guerra Mundial, incluindo o Broche do Quadro de Honra, foram reautorizadas para uso. Sendo re-projetados para remover o símbolo da suástica, a versão do exército agora exibia duas espadas cruzadas no centro, com os broches da Marinha e da Força Aérea inalterados além da ausência da suástica. Os membros da Bundeswehr podiam usar o broche na barra de fita, representado por uma pequena réplica do prêmio em uma fita da Cruz de Ferro.